# Fagforeningskvinder
Fagforeningskvinder er en dansk dokumentarfilm fra 1981.

## Handling
Tre aktive HK'ere fra Randers har lavet en video med tre syersker, som tidligere var fagligt aktive i byen. Meningen har været at fastholde lidt af disse faglige veteraners erfaringer. Det er blevet til en barsk, men også munter beretning om opvækstvilkår